# Châteaurenard
 Châteaurenard  es una localidad y comuna de Francia, en la región de Provenza-Alpes-Costa Azul, departamento de Bocas del Ródano, en el distrito de Arlés. Es la cabecera y mayor población del cantón de su nombre.
Su población en el censo de 2007 era de 14 495 habitantes. Forma parte de la aglomeración urbana de Aviñón.
Está integrada en la  Communauté de communes Rhône Alpilles Durance .

## Demografía
| 2 958 | 3 154 | 3 395 | 3 816 | 4 744 | 4 376 | 5 107 | 5 358 | 5 511 | 5 532 | 5 409 | 5 708 | 5 554 | 5 801 | 5 934 | 5 960 | 6 194 | 7 398 | 8 036 | 8 638 | 8 016 | 8 646 | 8 872 | 8 695 | 8 604 | 9 063 | 9 602 | 10 220 | 11 027 | 11 072 | 11 790 | 13 070 | 14 817 |
| Para los censos de 1962 a 1999 la población legal corresponde a la población sin duplicidades (Fuente: INSEE [Consultar]) |       |       |       |       |       |       |       |       |       |       |       |       |       |       |       |       |       |       |       |       |       |       |       |       |       |       |        |        |        |        |        |        |